# 宗形神社 (岡山市北区)

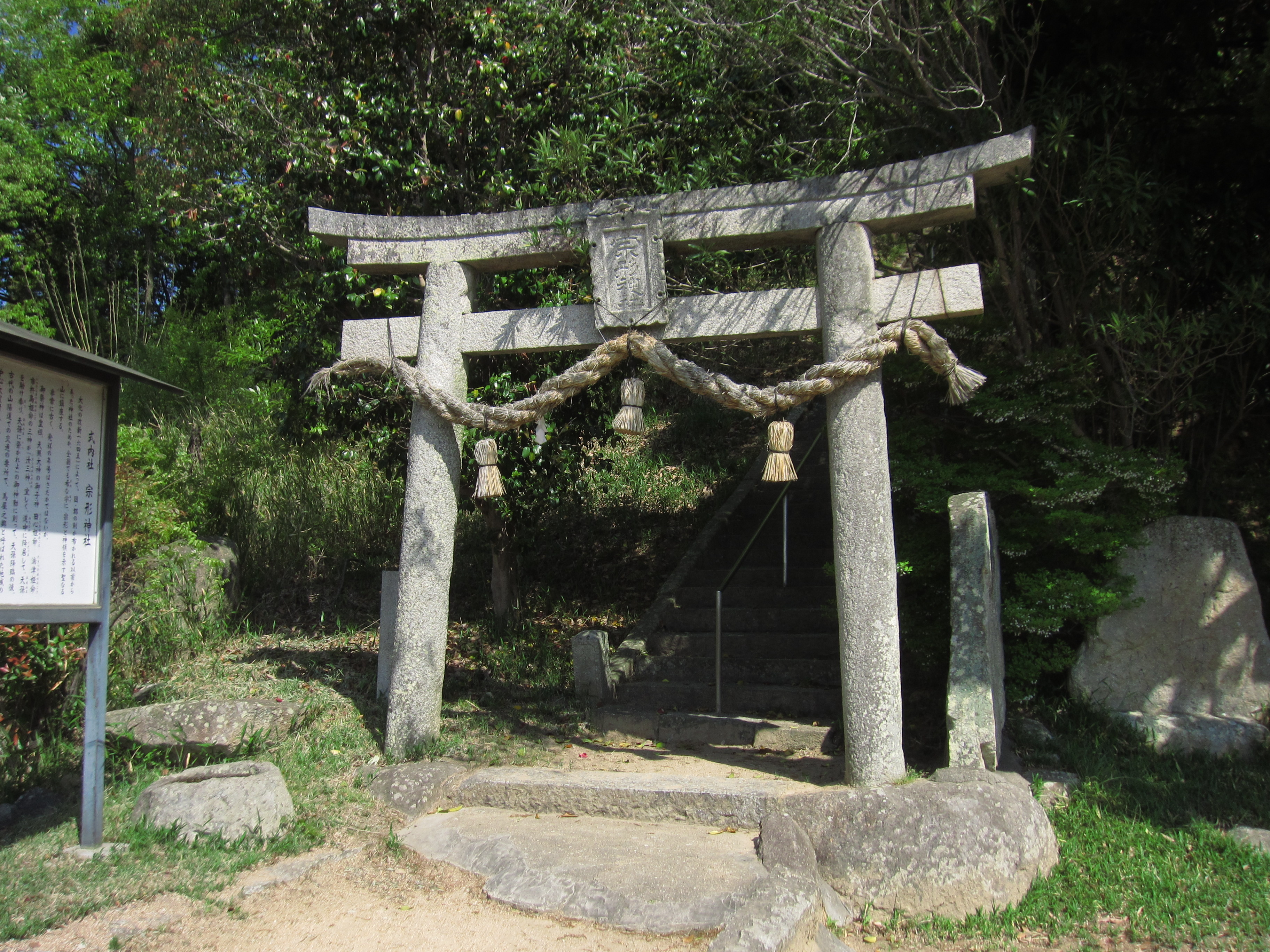
鳥居

宗形神社（むなかたじんじゃ）は、岡山県岡山市北区大窪にある神社。式内社で、旧社格は郷社。

## 祭神
主祭神は次の3柱（宗像三女神）。
- 田心姫命 （たごりひめのみこと）
- 湍津姫命 （たぎつひめのみこと）
- 市杵島姫命 （いちきしまひめのみこと）

## 歴史
創建は不詳であるが、宗像大社（福岡県宗像市）からの勧請と伝える。小高い丘の上に鎮座しているが、丘の南を東西に古代の山陽道が走っており、当地には駅家が設置されていた。一帯は古くは入江であり古代からの遺跡が多く残っていることから、当社は社伝通り航海の守護神として勧請されたとも考えうる。社殿の背後には円墳も残っており、祭祀の古さがうかがえる。
延長5年（927年）成立の『延喜式』神名帳には備前国津高郡に「宗形神社」と記載され、式内社に列している。なお、備前国には赤坂郡にも式内社として宗形神社（赤磐市是里）の記載がある。吉備高原に位置するこの神社と当社とは性格は異なるが、創祀における関係が示唆される。このほか、『備前国神名帳』の神上金剛寺本に「正四位下 宗形大明神」と記載されている。
明治4年に近代社格制度において郷社に列し、明治40年に神饌幣帛料共進神社に指定された。

## 境内
本殿の後方には古墳が残る。古墳の形状は円墳で、直径約15メートル、高さ2メートル。埋葬施設は箱式石棺構造で、内面に赤色顔料が塗られている。
1997年7月に新たに発見され、人骨とともに副葬品が発掘された。

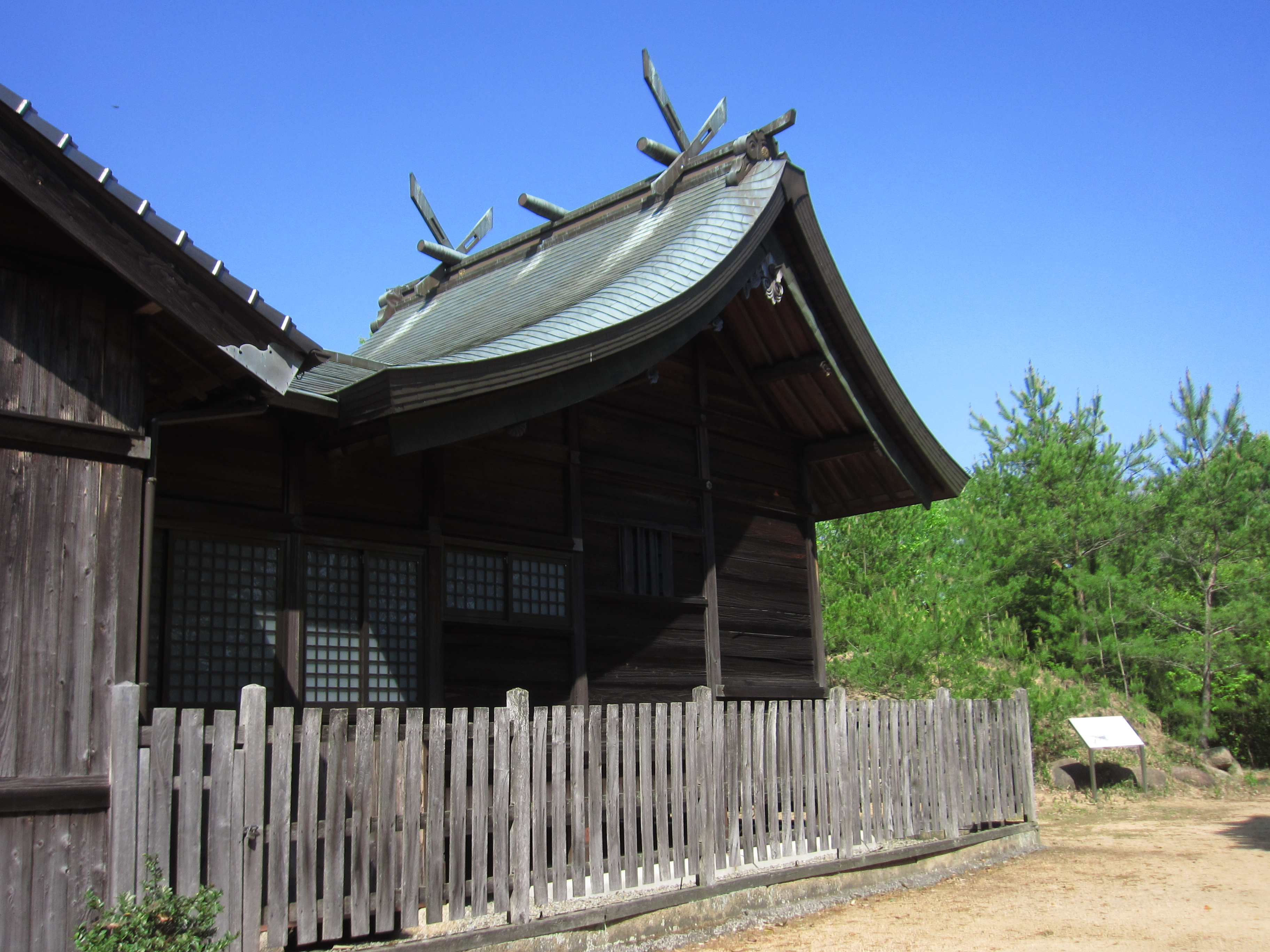
本殿 後方に古墳。
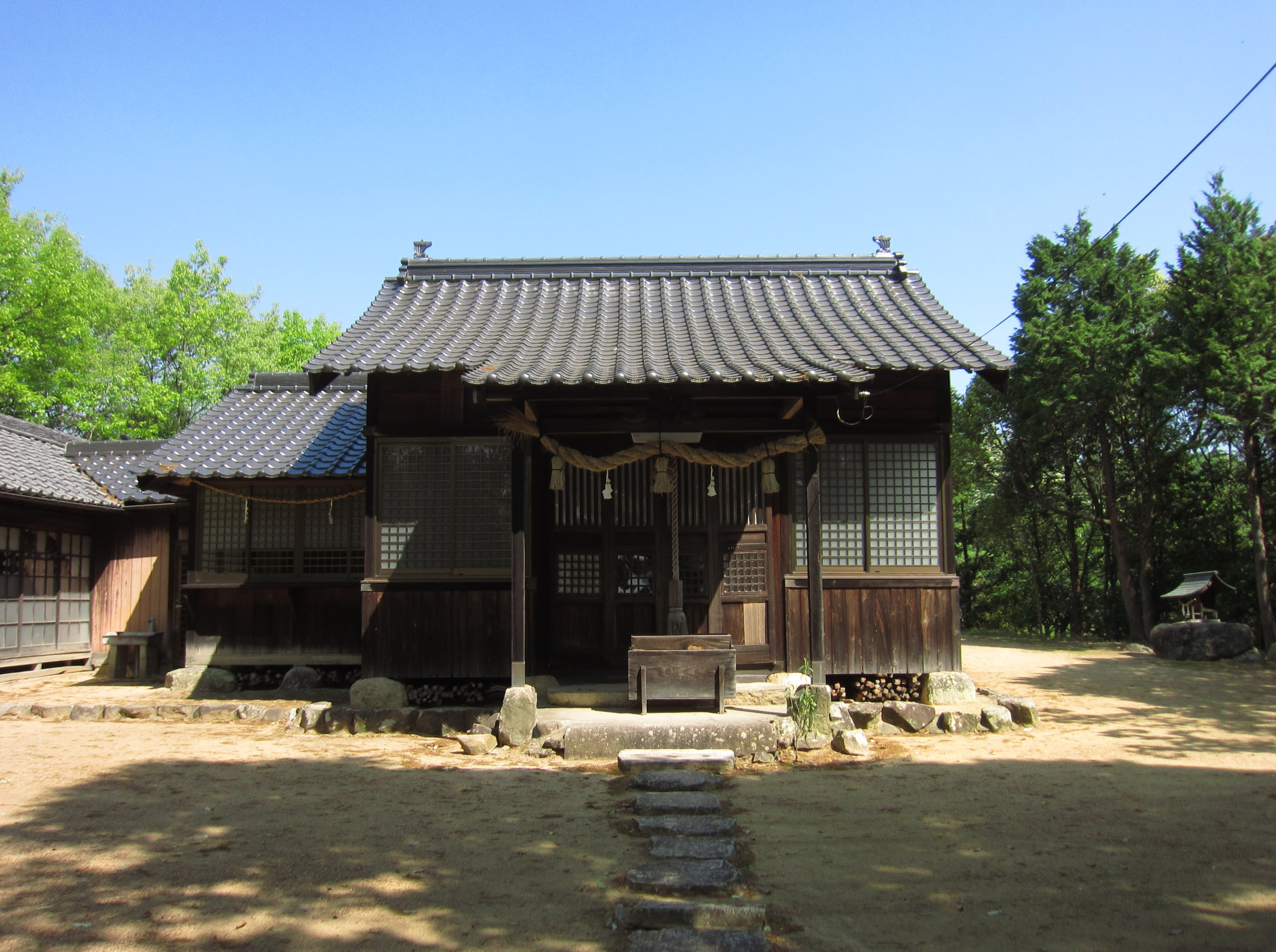
拝殿
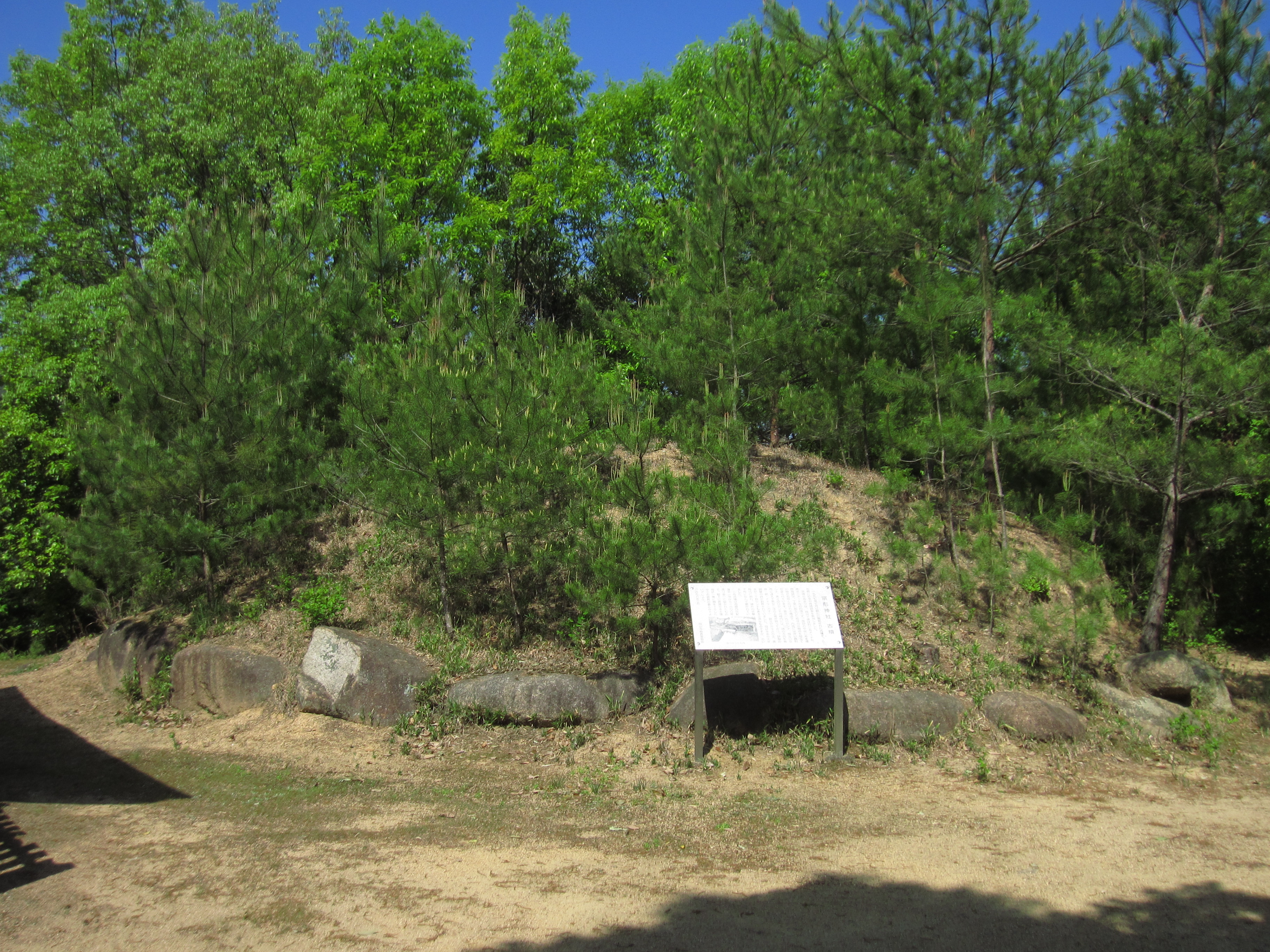
古墳

## 摂末社
- 摂社：疫神社 - 祭神：素盞鳴命（本社の相殿とする）
- 末社：祖霊社

## 現地情報
所在地
- 岡山県岡山市北区大窪193

交通アクセス
- 西日本旅客鉄道（JR西日本）吉備線 備前一宮駅から
  - 徒歩：約30分
  - レンタサイクル：備前一宮駅前で可能
- 西日本旅客鉄道（JR西日本） 岡山駅から
  - 中鉄バス（大窪経由芳賀佐山団地線）で「大窪」バス停下車 （下車後徒歩約5分）

## 関連文献
（記事執筆に使用していない関連文献）
- 『宗形神社古墳』岡山市教育委員会、1999年。 - リンクは奈良文化財研究所「全国遺跡報告総覧」。